# Born to Make You Happy
«Born to Make You Happy» (en español: «Nací para hacerte feliz») es una canción dance pop interpretada por la cantante estadounidense Britney Spears e incluida originalmente en su álbum debut, ...Baby One More Time (1999). Mientras Kristian Lundin compuso el tema junto a Andreas Carlsson y lo produjo en solitario, Spears lo grabó entre marzo y abril de 1998 en Suecia, luego de hacer que los autores eliminaran el contenido sexual original de la letra y lo basaran en una relación amorosa fallida que se desea corregir. Entre diciembre de 1999 y enero de 2000, Jive Records lo lanzó como cuarto sencillo del álbum, después de «...Baby One More Time», «Sometimes» y «(You Drive Me) Crazy». Ello salvo en Estados Unidos y Oceanía, donde lanzó «From the Bottom of My Broken Heart» en su lugar. Posteriormente, el sello lo incluyó en los álbumes recopilatorios Greatest Hits: My Prerogative (2004) —salvo en las ediciones estadounidenses— y The Singles Collection (2009).
Como parte de su recepción crítica, algunos especialistas llamaron al tema «un clásico prematuro» y otros lo catalogaron de «no completamente extraordinario». Spears rodó su video musical bajo la dirección de Bille Woodruff, con quien trabajó por primera vez. La línea de historia del clip transcurre durante un sueño de la cantante, donde se reúne con su enamorado, mientras canta y baila en ambientes futuristas. Tras su lanzamiento, «Born to Make You Happy» figuró entre los diez primeros éxitos semanales en numerosos mercados europeos, tales como Alemania, Francia, Italia, los Países Bajos y Suecia. En el Reino Unido se convirtió en el cuarto top 5 consecutivo de Spears y, después de su sencillo debut, en su segundo número uno en la lista UK Singles Chart. Adicionalmente, varios organismos asociados a la IFPI lo certificaron con discos de plata, oro y platino por sus ventas. Entre 1999 y 2002, Spears presentó el tema en cuatro giras y en un concierto de Disney Channel.

## Antecedentes
Antes de grabar su álbum debut, Spears pensó en ser una artista similar a Sheryl Crow, pero con un estilo de música más joven y más adulto contemporáneo. Sin embargo, la cantante estuvo de acuerdo con sus productores discográficos, quienes querían llegar al público adolescente de la época. Así voló a Estocolmo y, en abril de 1998, grabó la mitad de ...Baby One More Time en los Cheiron Studios, junto a los productores Max Martin, Denniz Pop y Rami Yacoub, entre otros. En aquel periodo, Kristian Lundin y Andreas Carlsson compusieron «Born to Make You Happy», su primer trabajo en conjunto, y el primero produjo la canción en solitario. Spears la grabó en marzo de 1998 en los Battery Studios, en Nueva York, y la regrabó al mes siguiente en los Cheiron Studios. Max Martin mezcló las voces y la música en dichos estudios, Esbjörn Öhrwall tocó la guitarra y Lundin interpretó los teclados y programó la música. Por su parte, Carlsson y Nana Hedin interpretaron los coros. De esta forma, Jive Records incluyó la última grabación en ...Baby One More Time y, el 6 de diciembre de 1999, lanzó el tema como cuarto sencillo del álbum, acompañado de la remezcla Bonus Remix, correspondiente a la grabación original. No obstante, en Estados Unidos y Oceanía, lanzó «From the Bottom of My Broken Heart» en su lugar. Posteriormente, el sello incluyó «Born to Make You Happy» en los dos primeros álbumes recopilatorios de Spears: Greatest Hits: My Prerogative (2004) —salvo en las ediciones estadounidenses— y The Singles Collection (2009)..

## Composición
«Born to Make You Happy» es una canción dance pop con elementos del teen pop. Está compuesta en la tonalidad re mayor y presenta un compás de 4/4, con un tempo moderadamente lento de 88 pulsaciones por minuto. El registro vocal de Spears se extiende sobre más de una octava, desde la nota fa sostenidor mayor3 hasta la nota si4. La letra se basa en una persona que desea corregir una relación amorosa fallida e incorpora líneas como «I don't know how to live without your love. I was born to make you happy» —«No sé cómo vivir sin tu amor. Nací para hacerte feliz»—. Como progresión armónica, la canción presenta una secuencia básica si menor–sol–re–la.
En 1999, la cantante reveló en una entrevista con Rolling Stone que los compositores debieron modificar la letra original de la canción, dado que abarcaba contenidos sexuales. Respecto al resultado final, David Gauntlett, autor de Media, Gender and Identity: An Introduction (2002), señaló que pese a que en el tema Spears quiere a su amante a su lado, «los seguidores la ven muy firme, fuerte y segura, y [también aprecian] un ejemplo de que una mujer joven puede valerse por sí misma».

## Recepción crítica
«Born to Make You Happy» contó con una recepción crítica variada. Kyle Anderson de MTV consideró al estribillo un poco desagradable y señaló: «Las primeras líneas podrían ser un sentimiento que un enamorado de 16 años de edad puede entender, pero también suenan como si Spears estuviera en camino a ser una geisha». Craig MacInnis de Hamilton Spectator sostuvo que la canción «aborda la clase de chico deseado que incluso Tiffany habría detectado». Mike Ross de Edmond Sun señaló: «Cuando Spears emociona [a través de la interpretación], el mensaje detrás de la música es peor que si fueran simples palabras de amor. Es demasiado empoderamiento femenino». Mientras Amanda Murray de Sputnikmusic llamó a la canción «competente, pero no completamente extraordinaria», Andy Petch-Jex de musicOMH la catalogó como un «clásico prematuro» y Alim Kheraj de Digital Spy lo enlistó como el decimosegundo mejor sencillo de la cantante.

## Video musical
Spears rodó el video musical de «Born to Make You Happy» bajo la dirección de Bille Woodruff, con quien trabajó por primera vez. Wade Robson creó la coreografía. La línea de historia del clip muestra un sueño de la cantante, mientras duerme en una habitación. A medida que el sueño comienza, las escenas la muestran en un cuarto futurista de colores azul y plata con diferentes niveles. Mientras canta, la artista camina por el lugar y coloca un pie en la pared, vestida con un traje plateado brillante. A medida que el video continúa, las escenas la muestran en la parte superior de una estructura, con una falda negra y un top rojo. En aquel lugar realiza una coreografía junto a sus bailarines. Las escenas siguientes la muestran llevando ropa blanca y cantando en la habitación, mientras se aproxima su enamorado con una camisa semiabierta. Juntos comienzan una pelea de almohadas que culmina con la victoria de la cantante. En seguida, las escenas la muestran nuevamente durmiendo en la habitación, donde el clip culmina con un bosquejo de una sonrisa en su rostro.
Jive Records estrenó el video el 6 de diciembre de 1999. Tiempo después, Ellen Thompson de MTV consideró las escenas en el cuarto futurista como el momento más sexy del clip. Por otro lado, Becky Bain de Idolator criticó los estilismos de la cantante al señalar: «Claramente, Britney todavía está trabajando en los pliegues de su estilo. ¿Otro traje de cuello blanco? ¿Falda de goma extrañamente adaptada? ¿Top naranjo sin mangas y pantalones? ¿Quién estilizó el video? ¿Old Navy?». El 24 de octubre de 2010, el sello publicó el video en la cuenta de Vevo de Spears, donde en febrero de 2013, alcanzó los once millones de reproducciones, tras ser visitado en mayor medida por personas de Estados Unidos, Chile y Polonia.

## Rendimiento comercial

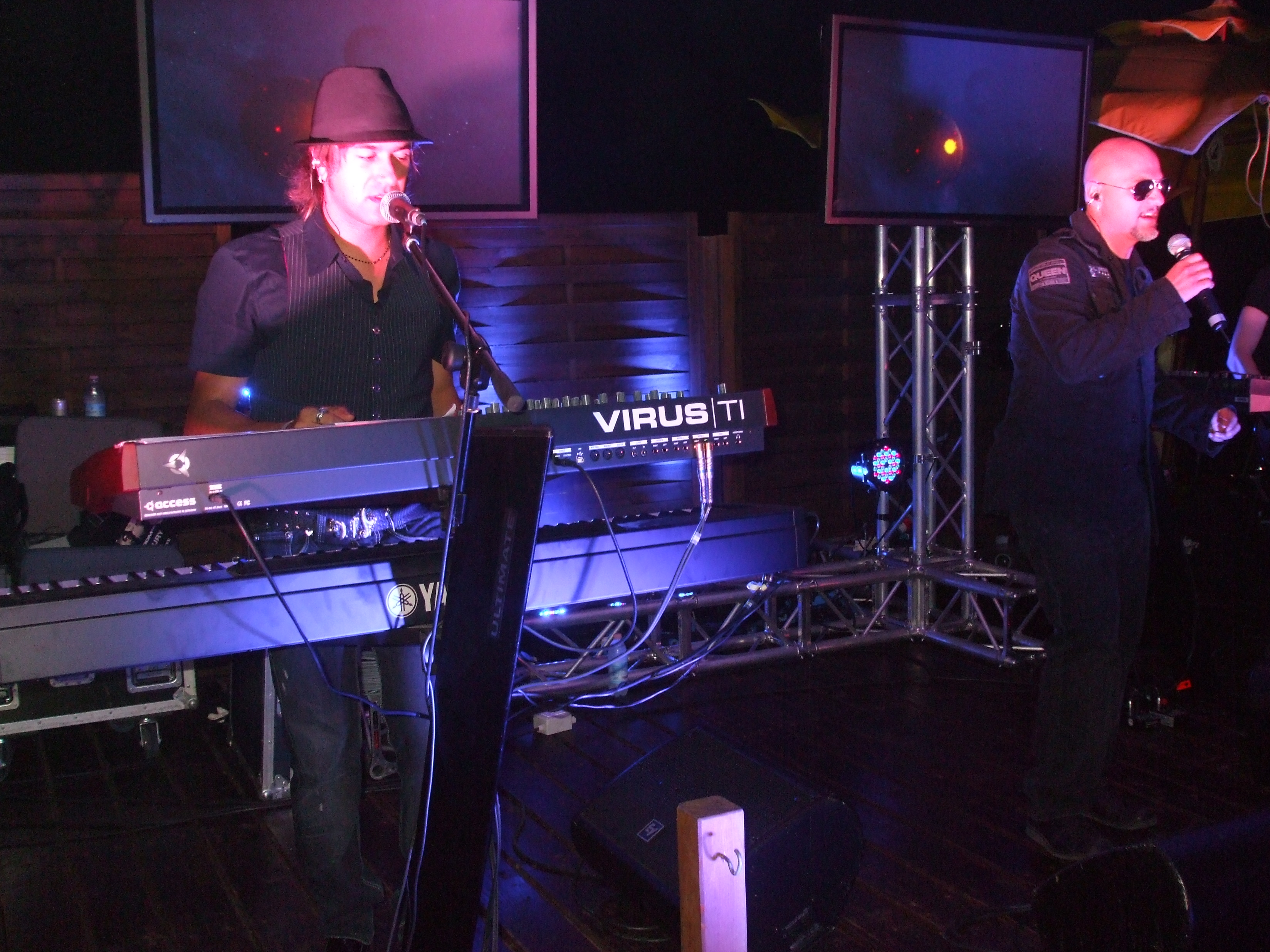
En Europa solo «Move Your Body» de Eiffel 65 (1999) impidió que «Born to Make You Happy» liderara la lista continental European Hot 100 de Billboard.

En Europa «Born to Make You Happy» registró varios logros comerciales. Figuró entre los diez primeros éxitos semanales en mercados como Austria, Bélgica (Flandes y Valonia), Finlandia, Italia, Noruega, los Países Bajos y Suiza; y alcanzó la segunda posición de la lista European Hot 100 de Billboard, donde solo figuró detrás de «Move Your Body» de Eiffel 65 (1999). En el Reino Unido, debutó como cuarto top 5 consecutivo y segundo número uno de Spears en la lista UK Singles Chart, según la edición del 29 de enero de 2000 de The Official UK Charts Company. En 2021, la BPI lo certificó disco de oro, tras comercializar 400 000 copias en el estado británico, siendo el tercer sencillo más vendido de ...Baby One More Time, después de «...Baby One More Time» y «Sometimes», y el octavo sencillo más vendido de la cantante. En Irlanda el tema también debutó como cuarto top 5 consecutivo y segundo número uno de Spears, según la edición del 20 de enero de 2000 de IRMA. Durante tres semanas consecutivas de aquel mes, alcanzó la segunda posición en Suecia, donde solo figuró detrás de «Freestyler» de Bomfunk MC's (1999) y donde la IFPI lo certificó disco de platino, tras vender 40 000 copias. En Alemania el tema alcanzó el número tres y BVMI lo certificó disco de oro, por ventas de 250 000 copias. De forma similar, en Francia el sencillo alcanzó la novena posición y SNEP lo certificó disco de plata, tras vender 125 000 copias.
Pese a que Jive Records no lanzó «Born to Make You Happy» en Estados Unidos, hasta septiembre de 2010, el tema vendió 36 000 descargas en el país, según Nielsen SoundScan.

## Presentaciones
Spears realizó números de «Born to Make You Happy» en cuatro giras y en un concierto de Disney Channel. En 1999, presentó la canción en el ...Baby One More Time Tour, donde lo hizo sentada en una escalera, y en Disney Channel in Concert, donde la cantó junto a «From the Bottom of My Broken Heart». En el mismo año, Jive Records incluyó el concierto televisivo en el primer álbum de la cantante en formato de video, Time Out with Britney Spears. En 2000, Spears interpretó el tema en el Crazy 2K Tour, en cuyo número incluyó un segmento bailable completo. En el mismo año, el sello incorporó el espectáculo de Hawái en el DVD Live and More! Posteriormente, la cantante presentó «Born to Make You Happy» en el Oops!... I Did It Again World Tour (2000–2001), donde vistió un pijama y realizó un segmento de baile cerca del final. Spears cantó el tema por última vez en el Dream Within a Dream Tour (2001–2002), donde salía de una caja de música gigante vestida como bailarina y realizaba la interpretación como inicio de un popurrí con «Lucky» y «Sometimes». En 2002, Jive Records publicó un espectáculo de la gira en el DVD Live from Las Vegas.

## Formatos
| Casete |                                                           |          |  |
| N.º    | Título                                                    | Duración |  |
| 1.     | «Born to Make You Happy» (Radio Edit)                     | 3:35     |  |
| 2.     | «Born to Make You Happy» (Kristian Lundin's Bonus Remix)  | 3:40     |  |
| 3.     | «...Baby One More Time» (Answering Phone Machine Message) | 0:21     |  |

| Sencillo en CD |                                                          |          |  |
| N.º            | Título                                                   | Duración |  |
| 1.             | «Born to Make You Happy» (Radio Edit)                    | 3:35     |  |
| 2.             | «Born to Make You Happy» (Kristian Lundin's Bonus Remix) | 3:40     |  |
| 3.             | «(You Drive Me) Crazy» (Jazzy Jim's Hop-Hop Mix)         | 3:40     |  |

| Maxisencillo. |                                                           |          |  |
| N.º           | Título                                                    | Duración |  |
| 1.            | «Born to Make You Happy» (Radio Edit)                     | 3:35     |  |
| 2.            | «Born to Make You Happy» (Kristian Lundin's Bonus Remix)  | 3:40     |  |
| 3.            | «(You Drive Me) Crazy» (Jazzy Jim's Hop-Hop Mix)          | 3:40     |  |
| 4.            | «...Baby One More Time» (Answering Phone Machine Message) | 0:21     |  |

| Descarga/Sencillo en CD de The Singles Collection (2009). |                                                          |          |  |
| N.º                                                       | Título                                                   | Duración |  |
| 1.                                                        | «Born to Make You Happy»                                 | 4:05     |  |
| 2.                                                        | «Born to Make You Happy» (Kristian Lundin's Bonus Remix) | 3:40     |  |

## Posicionamiento en listas

### Listas semanales
| País              | Lista             | Primera semana          | Posición debut | Mejor posición | Semanas en la mejor posición | Semanas en la lista | Última semana       | Ref.   |
| ----------------- | ----------------- | ----------------------- | -------------- | -------------- | ---------------------------- | ------------------- | ------------------- | ------ |
| Europa            |                   |                         |                |                |                              |                     |                     |        |
| Alemania          | Top 100 canciones | 20 de diciembre de 1999 | 31             | 3              | 2                            | 15                  | 27 de marzo de 2000 | [ 31 ] |
| Austria           | Top 75 canciones  | 26 de diciembre de 1999 | 27             | 8              | 1                            | 13                  | 26 de marzo de 2000 | [ 44 ] |
| Bélgica (Flandes) | Top 50 canciones  | 11 de diciembre de 1999 | 39             | 5              | 1                            | 16                  | 25 de marzo de 2000 | [ 45 ] |
| Bélgica (Valonia) | Top 50 canciones  | 11 de diciembre de 1999 | 27             | 4              | 2                            | 19                  | 15 de abril de 2000 | [ 46 ] |
| España            | Top 20 canciones  | 8 de enero de 2000      | 17             | 16             | 1                            | 2                   | 15 de enero de 2000 | [ 47 ] |
| Finlandia         | Top 20 canciones  | 18 de diciembre de 1999 | 9              | 5              | 1                            | 8                   | 11 de marzo de 2000 | [ 48 ] |
| Francia           | Top 100 canciones | 2 de diciembre de 1999  | 18             | 9              | 1                            | 20                  | 24 de junio de 2000 | [ 33 ] |
| Irlanda           | Top 50 canciones  | 20 de enero de 2000     | 1              | 1              | 2                            | 11                  | 30 de marzo de 2000 | [ 29 ] |
| Italia            | Top 20 canciones  | 14 de enero de 2000     | 8              | 7              | 1                            | 8                   | 7 de marzo de 2000  | [ 49 ] |
| Noruega           | Top 20 canciones  | 25 de diciembre de 1999 | 14             | 3              | 1                            | 15                  | 25 de marzo de 2000 | [ 50 ] |
| Países Bajos      | Top 100 canciones | 4 de diciembre de 1999  | 38             | 6              | 1                            | 18                  | 8 de abril de 2000  | [ 51 ] |
| Reino Unido       | Top 75 canciones  | 29 de enero de 2000     | 1              | 1              | 1                            | 12                  | 15 de abril de 2000 | [ 25 ] |
| Suecia            | Top 60 canciones  | 23 de diciembre de 1999 | 4              | 2              | 3                            | 19                  | 27 de abril de 2000 | [ 4 ]  |
| Suiza             | Top 100 canciones | 19 de diciembre de 1999 | 15             | 3              | 4                            | 25                  | 11 de junio de 2000 | [ 52 ] |
| Europa            | Top 10 canciones  | 8 de enero de 2000      | 5              | 2              | 3                            | 9                   | 11 de marzo de 2000 | [ 53 ] |

| Predecesor: «I Have a Dream»/«Seasons in the Sun» de Westlife          | IRMA: Top 50 canciones — Sencillo número uno 20 de enero de 2000 — 2 de febrero de 2000 | Sucesor: «Silence» de Delerium |
| Predecesor: «The Masses Against the Classes» de Manic Street Preachers | OCC: UK Singles Chart — Sencillo número uno 29 de enero de 2000 — 4 de febrero de 2000  | Sucesor: «Rise» de Gabrielle   |

### Listas de fin de año
| País              | Lista             | Año  | Posición | Ref.   |
| ----------------- | ----------------- | ---- | -------- | ------ |
| Europa            |                   |      |          |        |
| Alemania          | Top 100 canciones | 1999 | 89       | [ 54 ] |
| Alemania          | Top 100 canciones | 2000 | 45       | [ 55 ] |
| Bélgica (Flandes) | Top 100 canciones | 2000 | 46       | [ 56 ] |
| Bélgica (Valonia) | Top 100 canciones | 2000 | 70       | [ 57 ] |
| Francia           | Top 100 canciones | 2000 | 59       | [ 58 ] |
| Reino Unido       | Top 100 canciones | 2000 | 22       | [ 59 ] |
| Suecia            | Top 100 canciones | 1999 | 78       | [ 60 ] |
| Suecia            | Top 100 canciones | 2000 | 38       | [ 61 ] |
| Suiza             | Top 100 canciones | 2000 | 23       | [ 62 ] |

## Certificaciones
| País        | Proveedor   | Año  | Certificación           | Ventas certificadas | Ref.   |
| ----------- | ----------- | ---- | ----------------------- | ------------------- | ------ |
| Europa      |             |      |                         |                     |        |
| Alemania    | BVMI        | 1999 | Disco de platino        | 500 000             | [ 32 ] |
| Bélgica     | BEA         | 2000 | Disco de doble platino  | 65 000              | [ 63 ] |
| Francia     | SNEP        | 2000 | Disco de platino        | 380 000             | [ 34 ] |
| Reino Unido | BPI         | 2021 | Disco de oro            | 400 000             | [ 27 ] |
| Suecia      | IFPI Suecia | 2000 | Disco de triple platino | 120 000             | [ 30 ] |

## Créditos
- Britney Spears – voz
- Kristian Lundin – composición, producción, teclados, programación
- Andreas Carlsson – composición, coros
- Nana Hedin – coros
- Esbjörn Öhrwall – guitarra
- Max Martin – mezcla
- Michael Tucker – ingeniería de Pro Tools
- Reza Safina – asistencia de ingeniería
- Tom Coyne – masterización

Fuente: Discogs.